# Cercocebus sanjei
Cercocebus sanjei (Мангабі санєйський) — вид приматів з роду Cercocebus родини мавпові.

## Опис
Мають сіре хутро зверху, черево світліше, майже білясте. Безволоса шкіра обличчя рожева або сіра, як і у всіх членів родини є білясті повіки. Хвіст відносно довгий.

## Поширення
Ці примати живуть виключно на деяких східних схилах Удзунгванських гір у південній Танзанії, де мешкають в лісах по берегах річок, на висоті 400-1600 метрів.

## Стиль життя
Вони є денними, тримаються як на землі, так і на деревах. Живуть в групах. Раціон складається з фруктів, насіння, горіхів і дрібних тварин.

## Загрози та охорона
Загрожує триваюче збезлісення для деревини і деревного вугілля. Також загрожує полювання, у тому числі з собаками. Цей вид занесений до Додатка II СІТЕС і класу B Африканського Конвенції про збереження природи і природних ресурсів. Це швидкозникаючий вид. Населення, ймовірно, не перевищує 1300 особин (2005). Вид присутній в англ. Udzungwa Mountains National Park та в англ. Udzwunga Scarp Forest Reserve.